# خليج موسيل
خليج موسيل أو موسيل باي هو ميناء بحري يقع في جنوب جنوب أفريقيا. يبلغ عدد سكانها حوالي 130.000 نسمة. تُعتبر مركزاً هاما للسياحة والزراعة والاقتصاد في البلد. اعتمد اقتصاد المدينة بشكل كبير على الزراعة والصيد والميناء التجاري وحتى هذه اللحظة. كما أدى اكتشاف أحد حقول الغاز البحرية الطبيعية في 1969 إلى إنشاء مصفاة لتطوير الغاز إلى سوائل.

## المناخ
المناخ في خليج موسيل معتدل على مدار العام. إذ يتساقط المطر في الشتاء وفي أغلب فصول العام. للم يسجل حتى الآن تساقط الثلج في هذه المدينة لكن قد يتواجد في أعلى قمم الجبال.
| متوسط درجات الحرارة    | متوسط درجات الحرارة | متوسط درجات الحرارة |
| الفصل                  | نهاراً               | ليلاً                |
| ---------------------- | ------------------- | ------------------- |
| الصيف (سبتمبر - أبريل) | 26 °C               | 12 °C               |
| الشتاء (مايو - أغسطس)  | 19 °C               | 8 °C                |

| البيانات المناخية لـ{{{location}}} | البيانات المناخية لـ{{{location}}} | البيانات المناخية لـ{{{location}}} | البيانات المناخية لـ{{{location}}} | البيانات المناخية لـ{{{location}}} | البيانات المناخية لـ{{{location}}} | البيانات المناخية لـ{{{location}}} | البيانات المناخية لـ{{{location}}} | البيانات المناخية لـ{{{location}}} | البيانات المناخية لـ{{{location}}} | البيانات المناخية لـ{{{location}}} | البيانات المناخية لـ{{{location}}} | البيانات المناخية لـ{{{location}}} | البيانات المناخية لـ{{{location}}} |
| الشهر                              | يناير                              | فبراير                             | مارس                               | أبريل                              | مايو                               | يونيو                              | يوليو                              | أغسطس                              | سبتمبر                             | أكتوبر                             | نوفمبر                             | ديسمبر                             | المعدل السنوي                      |
| ---------------------------------- | ---------------------------------- | ---------------------------------- | ---------------------------------- | ---------------------------------- | ---------------------------------- | ---------------------------------- | ---------------------------------- | ---------------------------------- | ---------------------------------- | ---------------------------------- | ---------------------------------- | ---------------------------------- | ---------------------------------- |
| متوسط درجة الحرارة الكبرى °م (°ف)  | 23 (73)                            | 23 (73)                            | 22 (71)                            | 21 (69)                            | 19 (67)                            | 19 (66)                            | 18 (64)                            | 17 (63)                            | 17 (63)                            | 18 (65)                            | 20 (68)                            | 22 (71)                            | 20 (68)                            |
| متوسط درجة الحرارة الصغرى °م (°ف)  | 19 (67)                            | 19 (67)                            | 18 (65)                            | 17 (62)                            | 15 (59)                            | 13 (56)                            | 13 (55)                            | 12 (54)                            | 13 (56)                            | 14 (58)                            | 16 (61)                            | 18 (65)                            | 16 (60)                            |
| الهطول مم (إنش)                    | 30 (1.2)                           | 33 (1.3)                           | 41 (1.6)                           | 38 (1.5)                           | 38 (1.5)                           | 33 (1.3)                           | 33 (1.3)                           | 36 (1.4)                           | 41 (1.6)                           | 38 (1.5)                           | 36 (1.4)                           | 30 (1.2)                           | 420 (16.5)                         |
| المصدر: Weatherbase                |                                    |                                    |                                    |                                    |                                    |                                    |                                    |                                    |                                    |                                    |                                    |                                    |                                    |

## أعلام
- لويس أوستويزن
- شجرة مكتب البريد